# Волчье эхо
«Волчье эхо» — польский цветной широкоэкранный художественный фильм, снятый режиссёром Александром Сцибор-Рыльским в 1968 году на киностудии Rytm.
Фильм основан на реальных событиях и снят в жанре вестерна.

## Сюжет
Действие фильма происходит в 1948 г. в разрушенном войной бескидском селе, расположенном в диком горном районе Польши, граничащем с Западной Украиной. В районе села орудуют националистические отряды польской Армии Крайовой и бандеровцы ОУН-УПА.
Немногочисленные подразделения польской армии и милиции не в силах поддерживать здесь порядок.
В село приезжает бывший хорунжий  Войска Польского Петрик Слотвиня, участник боев с бандформированиями. Будучи родом из этих мест, он прекрасно знает людей и местность, и сразу замечает, что в деревне не все ладно и принимает решение покончить с бандитами. Дело осложняется тем, что здесь же в одном из многочисленных лесных бункеров спрятан клад. Слотвине нужно, во что бы то ни стало, отыскать сокровища раньше бандитов…

## В ролях
- Бруно Оя — хорунжий Петрик Слотвиня (дубляж — Богуш Билевский),
- Ирена Карел — Текла,
- Збигнев Добжиньский — Витольд Щитко,
- Марек Перепечко — Альжек Пивко,
- Рышард Петруский — Лыцар,
- Мечислав Стоор — Моронь, главарь банды,
- Анджей Шалавский — майор Грабень,
- Януш Клосинский — сельский житель,
- Здзислав Кужняр — «Пьявка», член банды Мороня,
- Станислав Лопатовский — член банды Мороня,
- Леопольд Новак — «Дзидзюсь», член банды Мороня,
- Бронислав Павлик — Тосек Матущак,
- Рышард Рончевский — «Мисьо», член банды Мороня,
- Рышард Котис — солдат, подчиненный Слотвини,
- Адам Павликовский — офицер, подчиненный майора и др.